# Кущ-Батюк Наталія Василівна
Ку́щ-Батю́к Ната́лія Васи́лівна (нар. 14 січня 1972 року, Київ, УРСР, СРСР) — художниця, графік. Член НСХУ (2005).Дочка Куща Василя Миколайовича.

## Біографічні дані
Народилася 14 січня 1972 року у Києві.
У 1996 році закінчила відділення графіки Київського політехнічного інституту (викладачами були Б. Валуєнко, В. Перевальський). 
З 1996 по 2002 рік працювала художником-ілюстратором видавництва «Джерело життя» (у м. Київ).

## Творча робота
Учасниця всеукраїнських мистецьких виставок з 1990-х років. Оформлює книжки, листівки, календарі тощо, створює сюжетні композиції на різні тематики в реалістичній манері, пейзажі та натюрморти в авторській техніці.
Разом з Н. Пономарьовою та Л. Резніковою ілюструвала «Буквар» Пономарьової К. І. УОВЦ «Оріон» (2023).

### Основні твори
За ЕСУ:
- «Зимовий ліс», «Гора благословіння», «Відродження», «Дорога в лісі», «Натюрморт», «Україна чекає», «Натюрморт із фізалісом», «Повінь» (усі — 2004)[1].

## Джерело
- Ю. І. Марченко. Кущ-Батюк Наталія Василівна // Енциклопедія сучасної України / ред. кол.: І. М. Дзюба [та ін.] ; НАН України, НТШ. — К. : Інститут енциклопедичних досліджень НАН України, 2016. — Т. 16 : Куз — Лев. — 712 с. — ISBN 978-966-02-7998-8.